# Diocèse d'Auckland

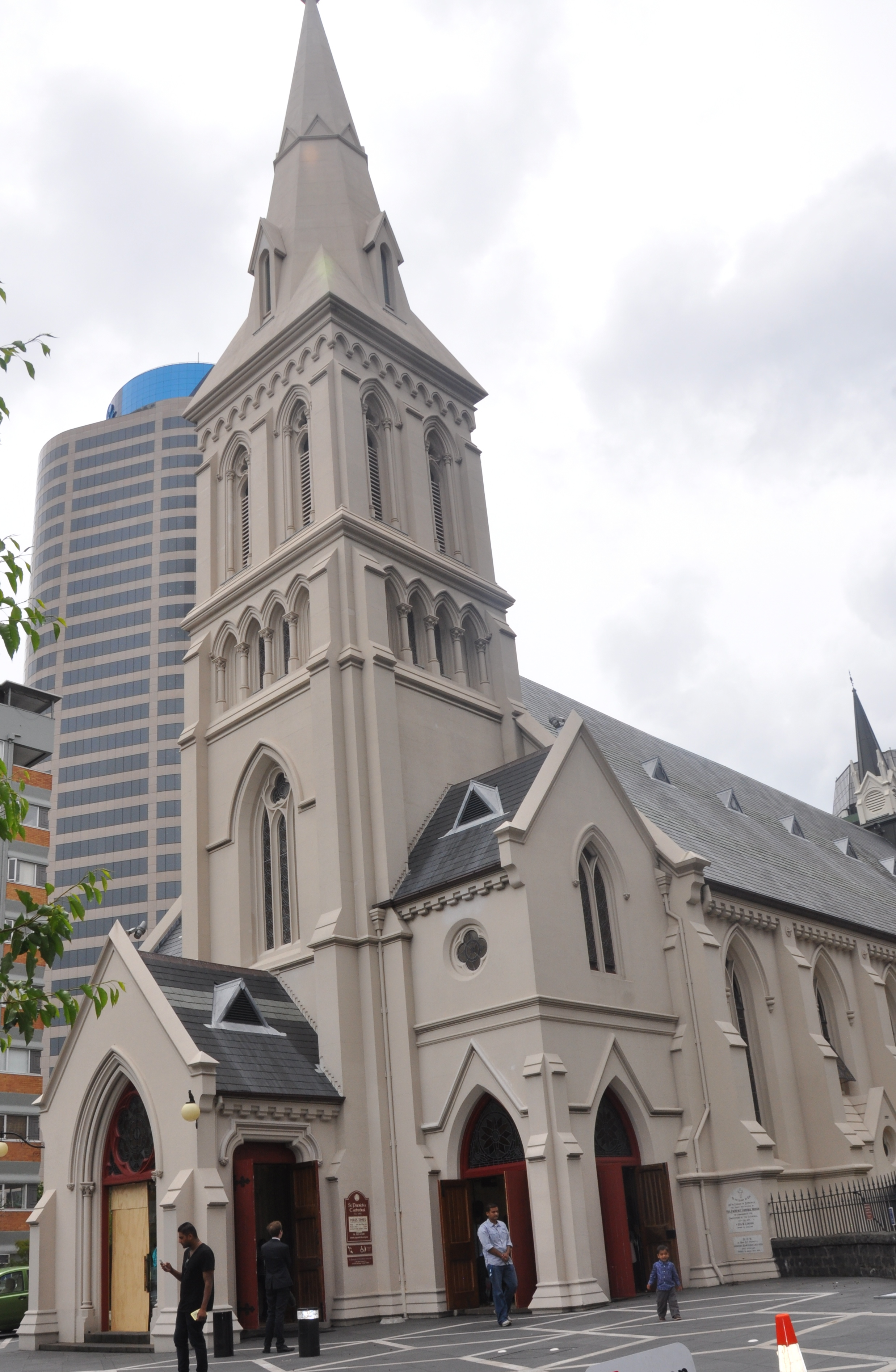
Cathédrale Saint-Patrick d'Auckland.

Le diocèse d'Auckland (Dioecesis Aucopolitana) est une circonscription de l'Église catholique en Nouvelle-Zélande dont le siège est à la cathédrale Saint-Patrick d'Auckland. Érigé le 20 juin 1848, c'est l'un des deux diocèses catholiques originaux de la Nouvelle-Zélande, avec celui de Wellington. Il est tenu par Mgr Stephen Lowe.
En 1980, son territoire a été divisé pour former le diocèse de Hamilton.

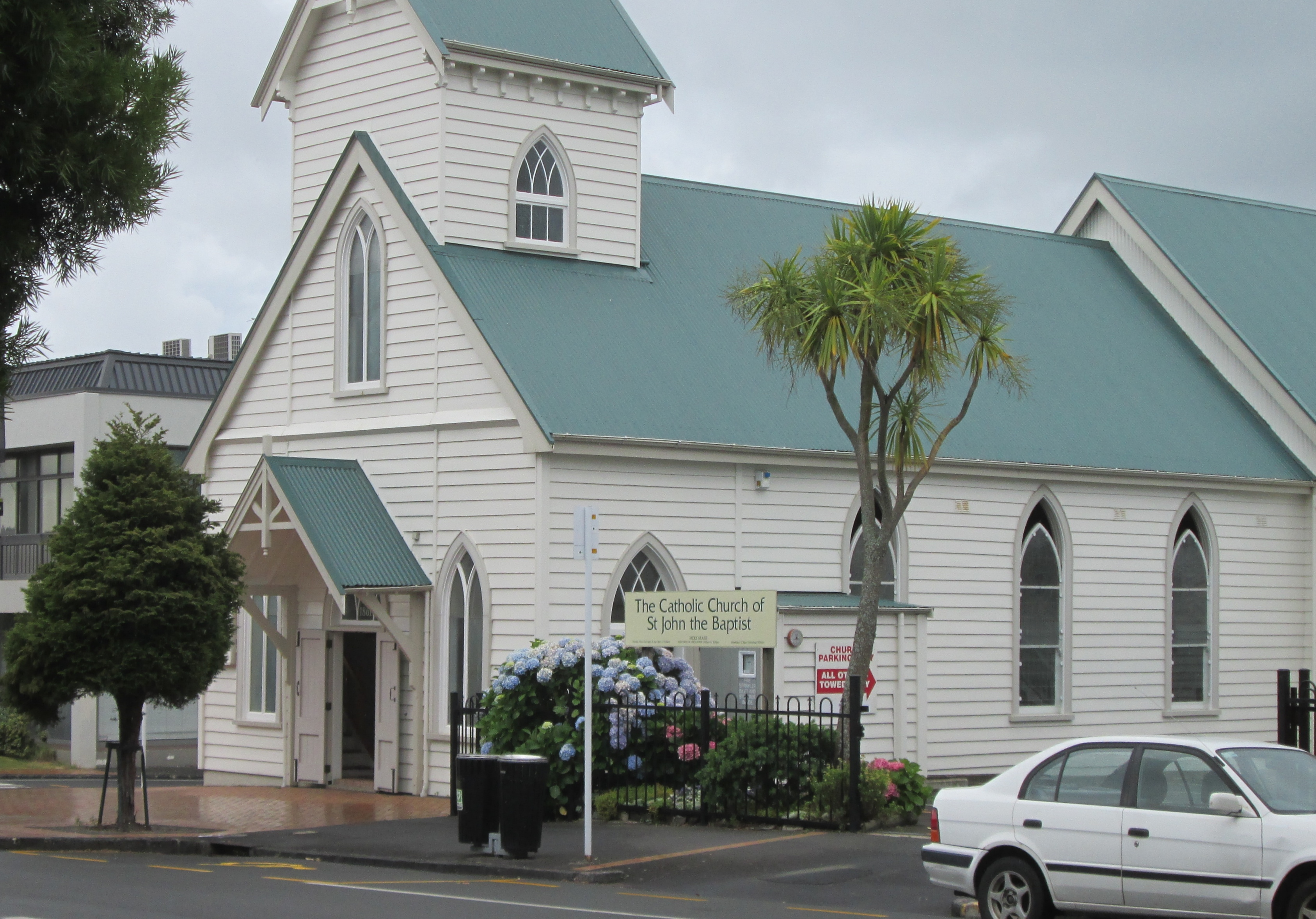
Église St Jean-Baptiste à Parnell (Auckland).